# Carey Group
Carey Group är öar i Kanada.   De ligger i Regional District of Mount Waddington och provinsen British Columbia, i den sydvästra delen av landet, 3 800 km väster om huvudstaden Ottawa.
I omgivningarna runt Carey Group växer i huvudsak barrskog. Trakten runt Carey Group är nära nog obefolkad, med mindre än två invånare per kvadratkilometer.